# Chiesa di Santa Lucia (Bergamo)
Il tempio votivo della pace e la chiesa di Santa Lucia vecchia sono luoghi di culto cattolico di Bergamo collocati nella zona detta Conca d'Oro eletti a parrocchia con decreto del vescovo di Bergamo nel 1952 e con decreto del 27 maggio 1979. Fanno parte del vicariato urbano nord-ovest. La scaletta che collega questa parte cittadina all'antica via delle Tre Armi posta in prossimità a porta San Giacomo, prende il nome dall'antica chiesa: Scaletta di Santa Lucia (vecchia).

## Storia
Il desiderio di edificare una nuova chiesa nacque nel 1939, da collocare in prossimità di quello che si stava costruendo come rifugio antiaereo poi diventato la “galleria Conca d'Oro” viabile dal 1953 su progetto di Federico Rota, ma la seconda guerra mondiale fermò il progetto e la costruzione proseguì solo nel dopoguerra a seguito del voto alla Madonna che gli abitanti di Bergamo avevano fatto durante il conflitto nel 1943, e solo nel 1949 iniziò l'elevazione della grande cupola. La chiesa venne consacrata dal vescovo Adriano Bernareggi il 25 aprile 1952, al Cuore immacolato della Beata Vergine Maria.
All'atto della consacrazione il vescovo fece porre la scritta: 
ACCOGLI IL VOTO DELLA CITTÀ INDENNE PER IL TUO SOCCORSO
TI RENDIAMO GRAZIE O CREATURA DELLA TRINITÀ
SIGNORA DELL’ALTISSIMO GAUDIO DELLA CHIESA SPERANZA DEL MONDO
A TE CHE HAI CALPESTATO IL MOSTRO DELLA GUERRA
DEDICHIAMO PER LE MANI DI ADRIANO VESCOVO QUESTO TEMPIO”»
L'anno successivo, l'11 febbraio, il tempio votivo, ormai ultimato, venne benedetto dal cardinale Angelo Maria Roncalli, poi papa.
La devozione a santa Lucia ha una storia molto antica nella città orobica, vi è infatti un bassorilievo sopra l'ingresso laterale della basilica di Santa Maria Maggiore, opera del XII secolo che raffigura la nascita di Maria. Tra le protagoniste della scena vi è un'ancella addetta a lavare la nascitura, che dal nome posto sulla cornice risulterebbe chiamarsi proprio Lucia.

### Descrizione

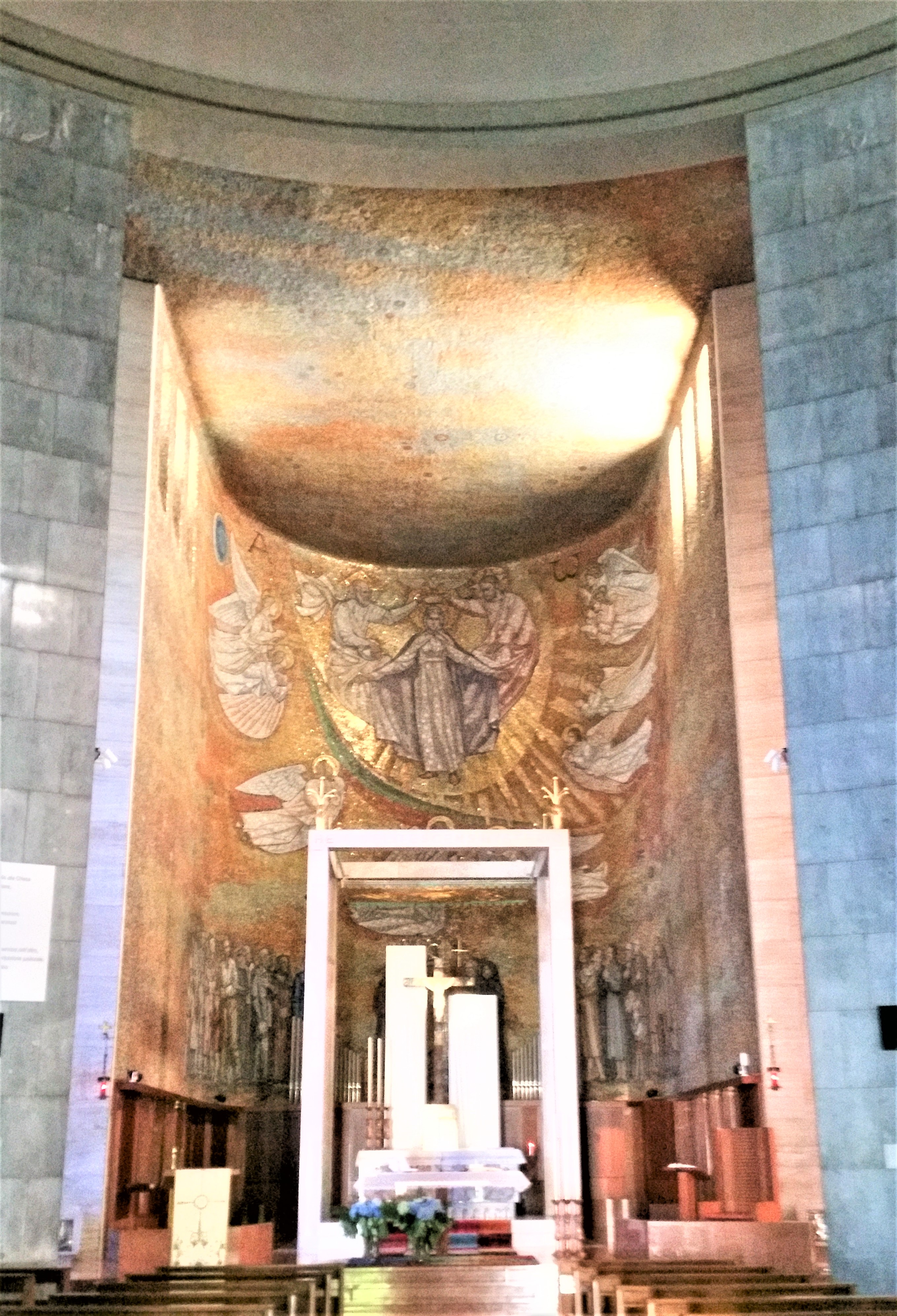
Altare maggiore chiesa di santa Lucia

La chiesa, posta sopra un'altura è raggiungibile da una alta gradinata e si presenta a forma circolare. L'edificio è completamente rivestito in conci squadrati di pietra di Credaro, con parti in marmo di Zandobbio. Il progetto iniziale dell'ingegnere Federico Rota risalente al 1939 prevedeva un'aula a pianta rettangolare, ma i successivi progetti prevalsero per la scelta di una struttura a corpo cilindrico caratterizzato dalla grande cupola emisferica che si eleva nel suo vertice di 30 metri dalla pavimentazione. Proprio per questa sua forma venne subito denominato tempio votivo.
L'aula a forma circolare conserva la pala d'altare di Francesco Capella la Nascita di Gesù proveniente dalla chiesa vecchia. L'abside, molto profonda, è caratterizzata dalla presenza di scarselle sulle sue diagonali. Un grande mosaico completa il fondo eseguito nel 1968. L'altare del voto è stato realizzato su progetto dell'architetto Elia Ajolfi che ha inserito quattro rilievi che raffigurano quali sono stati i maggiori contributori dell'opera: il vescovo Adriano Bernareggi, la diocesi e i fedeli di Bergamo, l'Amministrazione comunale e la provincia bergamasca. Di Piero Brolis la Pietà conservata nel primo altare a destra.
L'aula conserva la Sacra conversazione opera di Andrea del Sarto, sul lato sinistro della zona presbiteriale, e la Deposizione di Cristo sul lato destro, mentre il Crocifisso risalente al XVII secolo è posizionato sopra l'altare maggiore.

## Chiesa di Santa Lucia vecchia

### Storia
L'antica chiesa di Santa Lucia dedicata alla santa e al Santissimo nome di Gesù anticamente detta santa Liza posta sulla via omonima fu edificata nel 1397 dal vescovo Cipriano degli Alessandri per il monastero di Santa Lucia in Broseta nello spazio cittadino che collega le antiche via Borgo Canale con via Sant'Alessandro, unendo la parte alta della città a quella bassa.

Le suore dell'istituto religioso, trovandosi fuori le mura cittadine dette muraine in posizione poco sicura, si spostarono presso la chiesa di Santa Maria dello Spasimo per questo conosciuta erroneamente dalla popolazione come chiesa di Santa Lucia, e presso palazzo Frizzoni. La datazione di questa nuova collocazione, tra il 1586 e il 1590 non trova però gli storici concordi.
La peste del 1630, aveva decimato le suone dell'istituto e anche la chiesa giaceva in stato di abbandono. Adempiendo a un voto Lorenzo Ghirardelli, guarito dal morbo, acquistò la chiesa nel 1641 consacrandola nel 1648 anche al Santissimo nome di Gesù per questo fu ricostruita nel 1672 da Alessandro e Andrea figli di Luigi Ghirardelli, uno arciprete e il secondo cancelliere cittadino. Andrea Ghirardelli fu sepolto nella chiesa, la sua lapide riporta la scritta Le spoglie mortali dell'egregio signor Andrea Ghirardelli fu Lorenzo segretario solertissimo della città per 45 anni in questo sacrario da lui fatto costruire in pace riposano nell'anno della salvezza MDCLXXXXII.
L'istituzione religiosa monastica fu soppressa durante l'occupazione francese del 1797, e nel 1810 risulta vi fosse sul territorio un piccolo cimitero che prendeva anch'esso nome dall'edificio di culto.
La chiesa era sussidiaria della basilica alessandrina e con decreto del 28 marzo 1863, della parrocchia di Santa Maria di Loreto. Fu elevata a parrocchiale nel 1949 dal vescovo Adriano Bernareggi.
Nel 1903 la chiesa passò di proprietà alla famiglia Migliorini Carminati che fondò accanto nel 1916 un orfanotrofio maschile che divenne quasi subito ospedale militare durante il primo conflitto mondiale.

### Descrizione
La chiesa, di piccole proporzioni, ha l'ingresso rivolto a est preceduto da un porticato composto da quattro colonne complete di base e capitello dorico che reggono la trabeazione. La parte superiore presenta un'apertura rettangolare che dà luce alla piccola aula, ed è delimitata da due lesene con capitello ionico che sorreggono il timpano triangolare modanato. La facciata ha molte affinità con la chiesa della Madonna del Giglio posta vicino a porta San Giacomo. Serve considerare che le due chiese sono unite territorialmente dalla scaletta di Santa Lucia.
La parte sotto il porticato presenta centrale l'ingresso all'aula sormontato da timpano curvo spezzato e due finestre quadrate e inferriate laterali.
L'interno a navata unica diviso in due campate da lesene con soffitto a botte. Il presbiterio preceduto da un gradino è di misura minori con la copertura voltata a botte e l'altare poggiante sull'abside. L'altare era adornato del dipinto raffigurante Battesimo di Gesù di Francesco Capella poi posto nel nuovo tempio votivo.
La chiesa vecchia possiede un concerto di 5 campane fuso da Pruneri nel 1902 (le tre piccole), mentre le due grosse sono state rifuse da Giovan Battista de Poli nel 1954.